# Опрілівці
Опрі́лівці (Оприлівці) — село в Україні, у Збаразькій міській громаді Тернопільського району Тернопільської області. Розташоване на річці Гніздечна, на півночі району. До 2020 підпорядковане Новиківській сільраді.
Населення — 418 осіб (2001).

## Історія
Поблизу села виявлено археологічні пам'ятки черняхівської та давньоруської культур.
Перша писемна згадка припадає на 9 липня 1463 року. В цей день у Луцьку три брати – Василь, Семен і Солтан Васильовичі, «отчині і дідичі Збаразькі» (сини князя Василя Федоровича Несвізького) офіційно поділили батьківські маєтки. У цьому документі перераховано переважно більшість сіл Збаражчини (і не тільки), що відійшли князям.
Зокрема, Василю Васильовичу – містечко Збараж і села Опрілівці, Лозова, Охрімівці, Чернихівці, Верняки, Залужжя,  Тарасівка, Розношинці, Мусорівці, дві Стриївки та інші.
Процитований документ зберігається в архіві князів Любартовичів Сангушків у Славуті (Archiwum książąt Lubartowiczow Sanguszkow w Sławucie. T.1 1366-1506. S.53). 
Діяли «Просвіта», «Сільський господар» та інші товариства.
12 червня 2020 року, відповідно до Розпорядження Кабінету Міністрів України від  № 724-р «Про визначення адміністративних центрів та затвердження територій територіальних громад Тернопільської області», село увійшло до складу Збаразької міської громади.
19 липня 2020 року, в результаті адміністративно-територіальної реформи та ліквідації Збаразького району, село увійшло до складу новоутвореного Тернопільського району.

## Пам'ятки
- Церква Покрови Пресвятої Богородиці (1751, мурована).
- Ботанічна пам'ятка природи місцевого значення «Оприлівські папороті».

## Соціальна сфера
Працюють ЗОШ 1 ступеня, клуб, бібліотека.

## Галерея

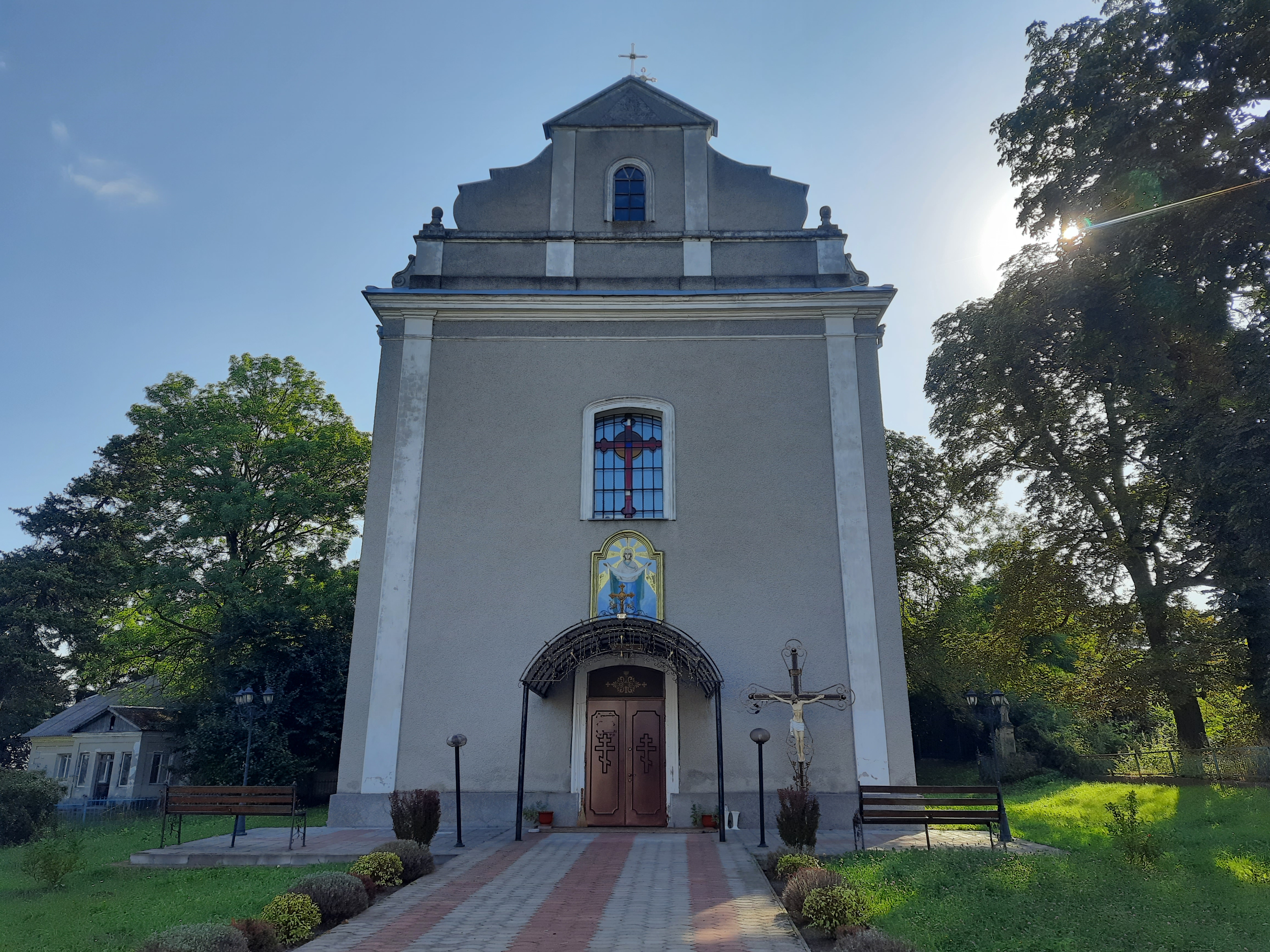
Церква Покрови Пресвятої Богородиці
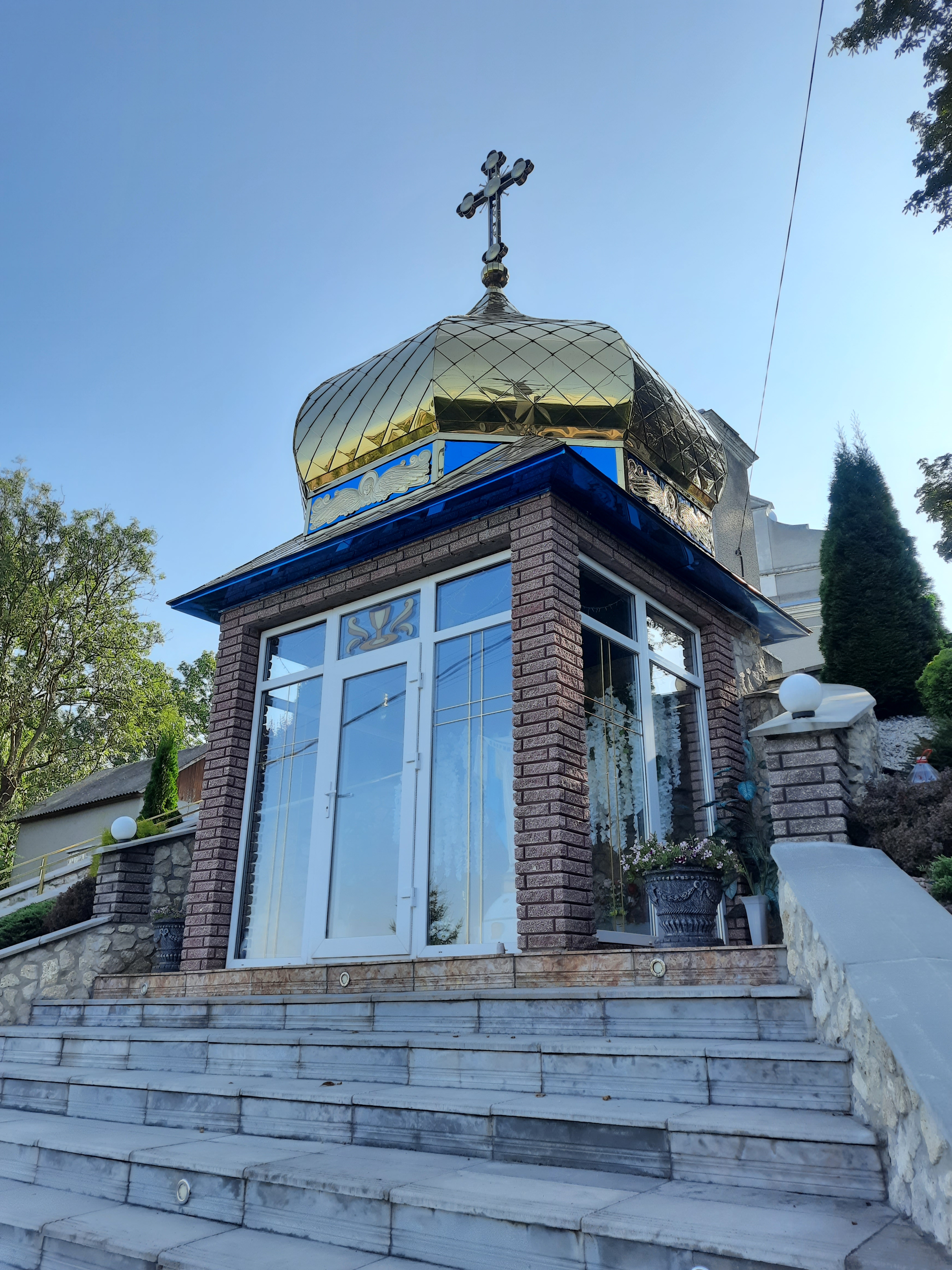
Капличка
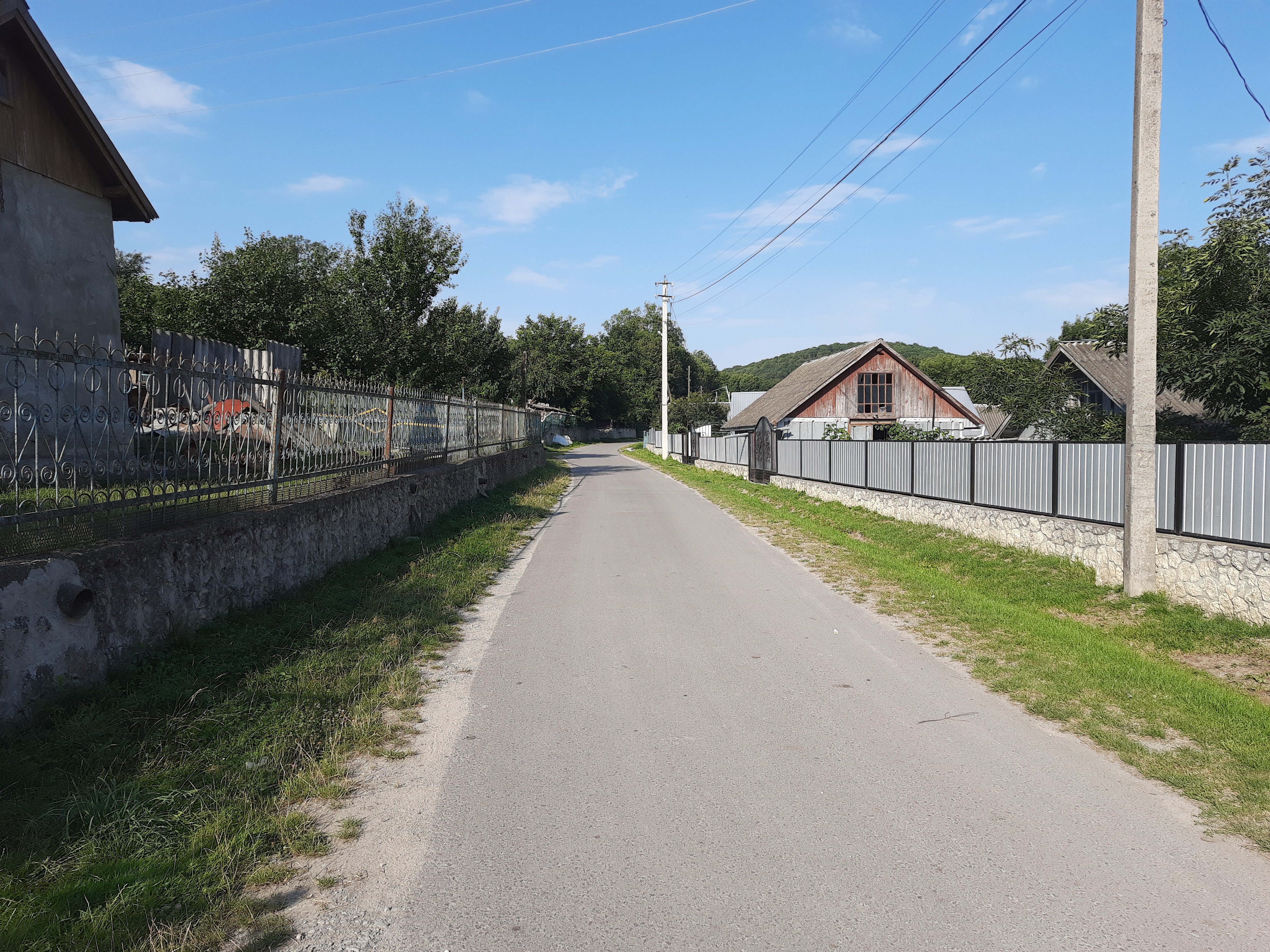
Сільська вулиця
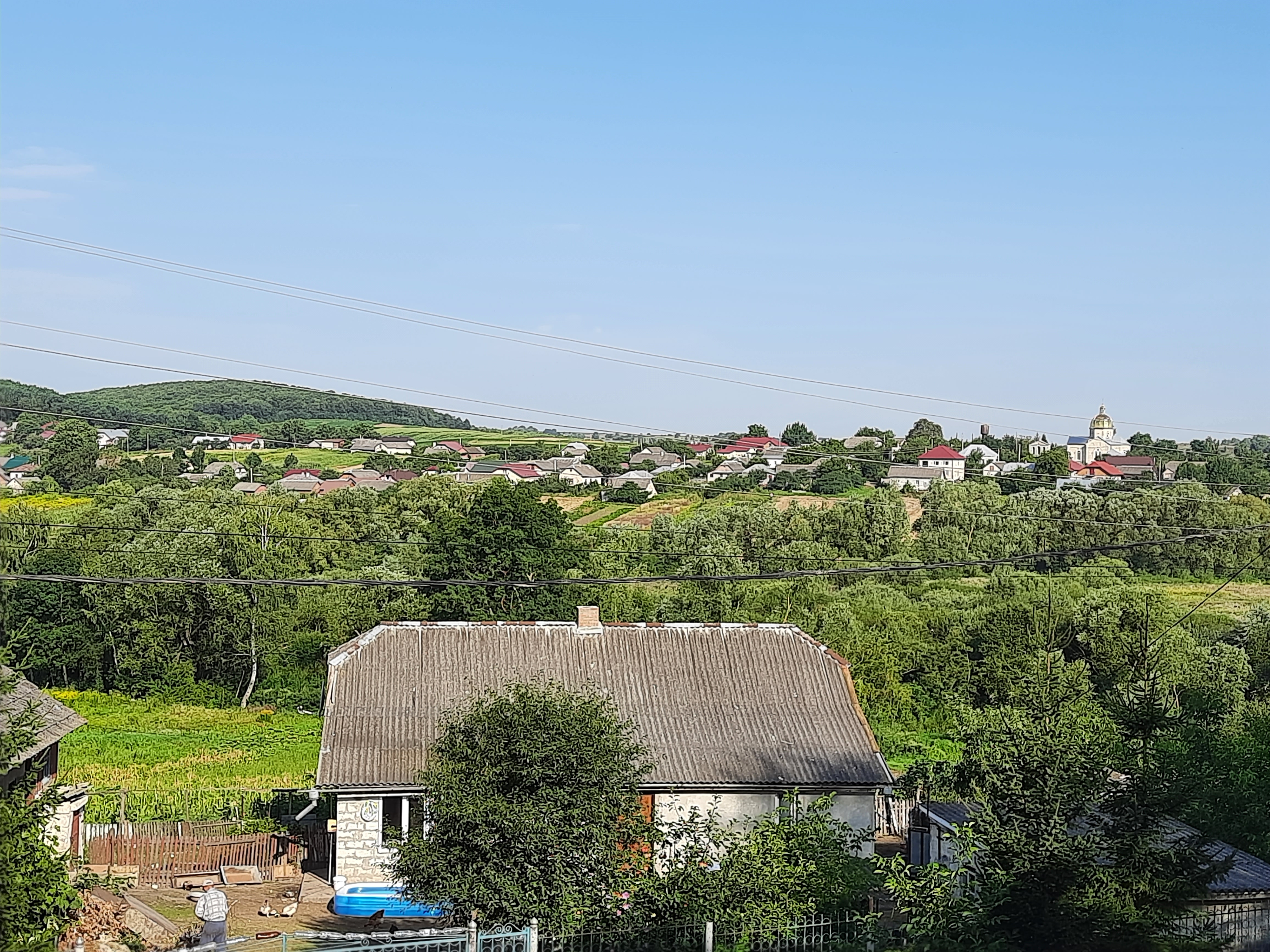
Сільський пейзаж
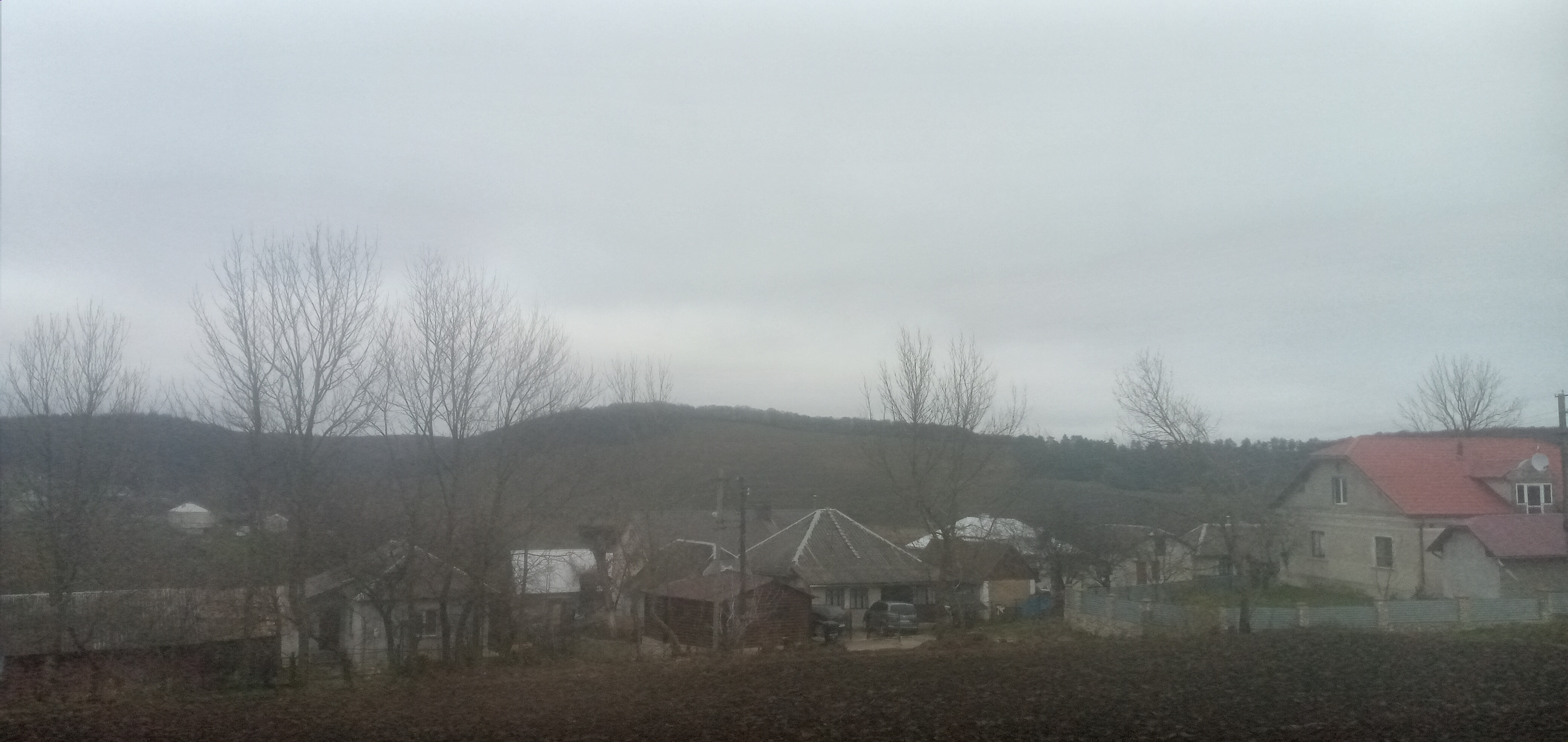
Вид на гору Вороняча